# Wilhelm Schüchter
Wilhelm Schüchter (15 de dezembro de 1911 – 27 de maio de 1974) era um maestro alemão. Foi Generalmusikdirektor em Dortmund e deixou um legado de gravações de ópera.

## Carreira
Nascido em Bonn, Schüchter estudou piano na Hochschule für Musik Köln, composição com Philipp Jarnach e direção de orquestra com Hermann Abendroth. Sua estréia foi no Cavalleria rusticana, do Landestheater Coburg Mascagni, e Pagliacci, de Leoncavallo.
Em 1940, ele estava no Mainfranken Theatre Würzburg, um ano depois ele trabalhou no Stadttheater Aachen sob Herbert von Karajan. Em 1943, ele foi o primeiro Kapellmeister do Teatro am Nollendorfplatz em Berlim. De 1945 a 1957, ele foi o segundo maestro sob Hans Schmidt-Isserstedt da Sinfonieorchester von Radio Hamburg, em 1956 chamado NDR Sinfonieorchester. De 1953 a 1955, ele também foi o maestro principal da Nordwestdeutsche Philharmonie em Herford. Desde 1959, ele dirige a NHK Symphony Orchestra. Sua última posição foi em 1962, Generalmusikdirektor da Filarmônica de Dortmunder, desde 1966 também Intendente da Ópera de Dortmund. Ele melhorou a qualidade da orquestra e abriu a nova casa de ópera com uma performance de Der Rosenkavalier de Strauss, com Elisabeth Grümmer como Marschallin, Teresa Żylis-Gara como octaviana e Kurt Böhme como Ochs. Em 1967, ele dirigiu a estréia da ópera Eli de Walter Steffens após o drama de Nelly Sachs, uma comissão da cidade de Dortmund.

## Discografia
Em 1954, ele gravou os concertos de órgãos de Handel com Geraint Jones e a Orquestra Filarmônica.
Schüchter gravou óperas e trechos de óperas (Querschnitte) para a EMI, normalmente cantados em alemão por solistas notáveis como Elisabeth Grümmer e Erika Köth. Em 1951, gravou Der fliegende Holländer, de Wagner, com Hans Hotter no papel-título, Kurt Böhme como Daland, Helene Werth como Senta, Bernd Aldenhoff como Erik, Res Fischer como Mary e Helmut Krebs como Steuermann, com a Orquestra Sinfônica de Rádio da Alemanha do Norte. Em 1953, gravou, novamente com Chor und Sinfonieorchester des Norddeutschen Rundfunks, Lohengrin de Wagner e Rudolf Schock no papel-título, Gottlob Frick como Heinrich, Maud Cunitz como Elsa, Josef Metternich como Telramund e Margarete Klose como Ortrud. Em 1953, ele dirigiu o Tosca de Puccini, cantado em alemão por Carla Martinis no papel-título, Schock como Cavaradossi e Josef Metternich como Scarpia. Em 1955, gravou a ópera de Smetana, The Bartered Bride, com a Nordwestdeutsche Philharmonie, o coro do Landestheater Hannover, Erna Berger, Schock, Frick, Hanns-Heinz Nissen, Christa Ludwig, Theodor Schlott e Marga Höffgen. Em 1955, ele também gravou Der Rosenkavalier com a Filarmônica de Berlim, Leonie Rysanek como Marschallin, Elisabeth Grümmer como Otaviana, Erika Köth como Sophie, Gustav Neidlinger como Ochs, Sieglinde Wagner como Annina e Josef Traxel como cantora.
Nos anos 60, gravou trechos de óperas, Martha de Flotow, Undine de Lortzing (com Lisa Otto) e Der Wildschütz, e Oberon de Weber com Jess Thomas como Hüon e Ingrid Bjoner como Rezia. Com o Deutsche Oper Berlin, gravou trechos de Margarete, de Gounod (com Hilde Güden), Cavalleria Rusticana de Mascagni, com Rysanek, Schock e Metternich, e Die lustigen Weiber von Windsor, de Nicolai, com Köth, Frick e Dietrich Fischer-Dieskau.
Ele também conduziu produções de rádio, nomeadamente para a NDR e a WDR. Ele morreu em Dortmund.